# Cikloalkinek

A legkisebb izolálható cikloalkin: a ciklooktin

A cikloalkinek a szerves kémiában az alkinek gyűrűs analogonjai. A cikloalkinek szénatomokból álló zárt gyűrűs vegyületek, melyek gyűrűjében egy szén-szén hármas kötés található. A C–C≡C–C alkin egység egyenes volta miatt a cikloalkinekban meglehetősen nagy a gyűrűfeszültség, így csak azok a cikloalkinek létezhetnek, amelyekben a gyűrűt alkotó szénatomok száma elég nagy ahhoz, hogy a molekula ehhez a geometriához alkalmazkodni tudjon. Ennek következtében a legkisebb gyűrűtagszámú stabil, izolálható cikloalkin a ciklooktin (C8H12). Mindezek mellett kisebb gyűrűtagszámú cikloalkineket is elő lehet állítani, melyek megfelelő reagenssel csapdába foghatók.

## Szintézis
Cikloalkinek analóg szubsztituált cikloalkének β-eliminációs reakciójával, vagy gyűrűs alkalidinkarbének gyűrűbővülési reakciójával állíthatók elő.

## Fordítás
Ez a szócikk részben vagy egészben a Cycloalkyne című angol Wikipédia-szócikk ezen változatának fordításán alapul.  Az eredeti cikk szerkesztőit annak laptörténete sorolja fel. Ez a jelzés csupán a megfogalmazás eredetét és a szerzői jogokat jelzi, nem szolgál a cikkben szereplő információk forrásmegjelöléseként.